# 敬羽
敬羽（？—762年），唐朝官员，河中府宝鼎县（今山西省临猗县西北）人。
敬羽相貌丑陋，善于探察人的意旨。天宝九载（750年）为康成县尉，后来担任朔方节度使安思顺的幕僚。唐肃宗在灵武即位时，擢升他为监察御史，治狱惨酷，超过毛若虚，人多枉死。制造大枷，人戴上重压晕倒。用大门栓碾压囚犯的肚子。挖坑埋刺，让囚徒掉进去折磨。上元年间，擢为御史中丞，审讯宗正卿、郑国公李遵。后来审理嗣薛王李珍谋逆案，毒刑拷打，两天之内构成狱案，李珍和右卫将军窦如玢、试都水使者崔昌等九人被处斩，太子洗马赵非熊、陈王府长史陈闳、楚州司马张昴、左武卫兵曹参军焦自荣，前凤翔府郿县主簿李㞯、广文馆进士张敻等六人被打死，驸马都尉薛履谦赐自尽，左散骑常侍张镐贬为辰州司户。胡商康谦在天宝年间被杨国忠推荐为安南都护，至德年间担任鸿胪卿，有人诬告他勾结史朝义。敬羽审问了他两天，康谦须发掉光，膝盖脚踝被拷打折碎，康谦的家产被敬羽没收。唐代宗宝应元年，敬羽被贬为道州刺史。不久被处死。

## 延伸阅读
[在维基数据编辑]
 《舊唐書·卷186下》，出自刘昫《舊唐書》
 《新唐書·卷209》，出自《新唐書》